# Eliezer Melamed
Eliezer Melamed ( héberül אליעזר מלמד) Jeruzsálem, 1961. június 28. –), ortodox cionista izraeli rabbi, a Har Bracha jesiva roš jesiva-ja, a Har Bracha közösség rabbija, és a Pniné Halakha könyvsorozat szerzője.

## Életrajz
Eliezer Melamed apja Zalman Baruch Melamed rabbi, Zvi Yehuda Kook tanítványa volt. Melamed 15-20 éves korában Kook óráit látogatta, és apjához hasonlóan őt tartotta a legfontosabb rabbijának. Felesége Inbal, a művész Tuvia Katz lánya, 13 gyermekük van.

## Rabbi pályafutása és oktatás
Melamed 6 hónapig tanított Talmudot és Halakha-t a Deutsch rabbi által vezetett kollel-ben Mea Seharim-ban. A kollelt Jichák Ginsburg rabbi vezette, így Melamednek alkalma nyílt párban tanulni Ginsburggal és sok előadását hallgatni. Később kb. 20 évig tanított Talmudot és emunát (zsidó filozófia) a Bet El jesivában, illetve 4 évig a kedumimi jesivában. Melamed új kiadást szerkesztett Jesaja Horowitz Snei Luhot ha-Brit ("Seláh") könyvéből, valamint Zádok haKohen könyveinek első két kötetét, és részt vett az egész sorozat befejezésében.
1988 augusztusában Melamedet kinevezték a Har Bracha település rabbijává.
1992 szeptemberében megalapította a Har Bracha jesivát.
2013 júliusában megkapta a Zsidó Alkotás Díjat Pniné Halakha könyvsorozatáért, 2020 novemberében pedig a Kook rabbi díjat ugyanezért a művéért.

## Közzétett művei
A Pniné Halakha egy halakha témájú könyvsorozat, melyet Melamed írt olyan témákban, mint a sabbat törvényei és a zsidó nézőpont a szervdonációra. A gyakorlati törvények tárgyalásán túl ezek a könyvek a halakha lelki alapjaival is foglalkoznak, és tükrözik a különböző közösségek szokásait is. Héber nyelven íródtak, a sorozatból több mint 500 000 példány kelt el. Eddig 20 kötet jelent meg héberül, ebből 9 angolul, 10 franciául, 9 spanyolul és 10 oroszul. A könyvek rendkívül népszerűek lettek az izraeli vallásos cionista közösségben.

## Nézetei
Melamed rabbi a zsidóság minden irányzatával való nyílt, közvetlen párbeszédet szorgalmazza, és úgy véli, hogy a nézetkülönbségek ellenére senkit nem szabad kirekeszteni nézetei vagy hite miatt. Találkozója Delphine Horvilleur-rel bojkottfelhívásokhoz és izraeli rabbik haragjához vezetett nézetei és könyvei miatt.
- Eliezer Melamed rabbi cikkei